# 1355
1355 (MCCCLV) fue un año común comenzado en jueves del calendario juliano, en vigor en aquella fecha.

## Acontecimientos
- 10 y 11 de febrero: en un bar de la ciudad de Oxford (Inglaterra), dos estudiantes de la Universidad de Oxford pelean con un tabernero por la calidad del vino. Se genera una gran riña de dos días en que los lugareños se pusieron del lado del tabernero. En los enfrentamientos armados (Motín del Día de Santa Escolástica) murieron 63 estudiantes y 30 lugareños.
- En España, la villa de Caudete adquiere el Valle de los Alhorines.
- Coronación imperial de Carlos IV de Luxemburgo.

## Nacimientos
- 17 de enero: Thomas del Woodstock, aristócrata inglés, hijo del rey Eduardo III de Inglaterra y de Felipa de Henao.
- Alfonso Enríquez de Castilla o de Noroña (Gijón, 1355 - Marans, 1395), aristócrata castellano («1er conde de Noreña, 1er conde de Gijón y 1er señor de Paredes de Nava»), hijo primogénito e ilegítimo de Enrique II de Trastámara (rey de Castilla) y Elvira Íñiguez.

## Fallecimientos
- 7 de enero: Inés de Castro, aristócrata española.
- Fernando Pérez Ponce de León. maestre de la Orden de Alcántara y tataranieto del rey Alfonso IX de León.
- Christina Ebner